# Telerghma
Telerghma är en ort i Algeriet.   Den ligger i provinsen Mila, i den norra delen av landet, 300 km öster om huvudstaden Alger. Telerghma ligger 748 meter över havet och antalet invånare är 51 708.
Terrängen runt Telerghma är kuperad västerut, men österut är den platt.Runt Telerghma är det ganska tätbefolkat, med 239 invånare per kvadratkilometer. Närmaste större samhälle är Chelghoum el Aïd, 17,6 km väster om Telerghma. Trakten runt Telerghma består till största delen av jordbruksmark.